# Piedmont, Missouri
Piedmont är en ort i Wayne County i delstaten Missouri, USA.